# Nervijuncta pilicornis
Nervijuncta pilicornis är en tvåvingeart som beskrevs av Edwards 1927. Nervijuncta pilicornis ingår i släktet Nervijuncta och familjen hårvingsmyggor. Inga underarter finns listade i Catalogue of Life.